# Léon Louis Oury
Pour les articles homonymes, voir Oury.
Léon Louis Oury, né le 6 décembre 1846 à Chartres où il est mort le 6 juin 1929, est un peintre français.

## Biographie
Léon Louis Oury est le fils d'Hyppolite Oury (1811-1893), secrétaire en chef à la mairie de Chartres, et de Marie Elisabeth Rosalie Eustache (1822-1895). Son grand-père maternel est le peintre Honoré Jean Dubois-Duperray, sa nièce Thérèse Marie Oury-Picavet (1880-1972) sera peintre également.
En 1878, il épouse Joséphine Sophie Edian ; Ladislas Ciesielski est témoin du mariage.
Élève d'Isidore Pils et de Gabriel Ferrier, il expose au Salon à partir de 1880.
Il meurt à l'âge de 82 ans à Chartres.

## Œuvres

### Œuvres exposées aux Salons
- Fraises, au Salon de 1880
- Labours d'automne en Beauce, au Salon de 1911
- La moisson en Beauce, au Salon de 1913
- Retour de la glaneuse ; effet de soleil couchant, au Salon de 1914

### Collections publiques

#### Belgique
- Anvers, Maison des lettres

Affiches

#### France
- Chartres, musée des Beaux-Arts :
  - Jésus-Christ, copie d'une fresque de Bernardino Luini exposée au Louvre, toile, 100 × 70 cm, don de l'auteur en 1873[6] ;
  - Vue de la Porte-Guillaume à Chartres, toile, 48 × 64 cm, 1879[7] ;
  - Le Pont des Minimes[8].
- Paris, musée des Arts décoratifs : affiches[9].